# ایستگاه متروی فرصت شیرازی
ایستگاه فرصت شیرازی هجدهمین ایستگاه خط ۱ متروی شیراز است. این ایستگاه در بلوار مدرس در ابتدای بلوار فرصت شیرازی (سروناز) واقع شده است.
این ایستگاه در نزدیکی درب اول پایگاه هوایی شهید دوران قرار دارد. ایستگاه به نام فرصت شیرازی است.
این ایستگاه با مساحت ۵۷۶۴ مترمربع و عمق ۱۳/۸۱ از نوع عمیق (۲طبقه)، سکو جزیره‌ای و دارای ۳ دروازه ورودی- خروجی است. ایستگاه فرصت شیرازی در فاز دوم خط ۱ متروی شیراز در سال ۱۳۹۶ توسط مسئولان شهری و استانی افتتاح شد.

## مسیرهای ایستگاه
- بلوار مدرس
- بلوار فرصت شیرازی

## محله‌های ایستگاه
- مجتمع مدرس
- منطقه هوایی شهید دوران
- سردخانه
- دوران